# Super Mario Galaxy 2
Super Mario Galaxy 2 (スーパーマリオギャラクシー2, Sūpā Mario Gyarakushī Tsū) és un videojoc de plataformes en 3D desenvolupat per Nintendo EAD Tokyo per a Wii. És la seqüela de Super Mario Galaxy. Super Mario Galaxy 2 ha estat anunciant en l'edició de 2009 de l'E3 i va ser llançat el 23 de maig de 2010. Aquesta és la primera vegada des de l'època de SNES que ha eixit més d'un Mario (saga de plataformes) en una mateixa consola (sense tenir en compte les consoles portàtils. Exemples: New Super Mario Bros. i Super Mario 64 DS).

## Jugabilitat
El funcionament de Super Mario Galaxy 2 és similar al de Super Mario Galaxy; nivells generalment en 3D (certes parts o nivells del joc estan en 2D), els quals representen galàxies (cúmuls de planetes). Per anar d'un planeta a l'altre, així com ja passava a Super Mario Galaxy, s'han de fer servir els anells estel·lars, que són propulsors que propulsen Mario d'un planeta a l'altre.
Envers l'entrega anterior de la saga, Mario té la capacitat d'obtenir nous poders, d'entre els quals destaca la possibilitat de muntar sobre Yoshi. Yoshi, que només apareix a certes galàxies, té l'habilitat d'empassar-se enemics i fruites estranyes que li atorguen poders. A més, certs nivells també poden fer-se amb Luigi en lloc de Mario, tot i que té les mateixes habilitats.
Per superar el joc s'han d'anar aconseguint Superestrelles en 7 mons diferents (un d'ells secret). Hi ha un total de 242 estrelles, de les quals 120 són estrelles verdes. S'han introduït nous tipus d'estrella, per exemple, l'anomenada en la fila superior "estrella verda", que es pot trobar en diferents llocs de nivells ja superats i l'"estrella de bronze", que s'aconsegueix per si mateixa. A més, a cada nivell hi ha un medalló que serveix per invocar cometes a certes galàxies. Els cometes són repeticions de nivells ja superats, només que amb límit de temps, menys vides, etc.
Les dues darreres estrelles se situen en un món secret i resulten molt difícils d'aconseguir.